# 畑中政昭
畑中 政昭（はたなか まさあき、1981年〈昭和56年〉1月15日 - ）は、日本の政治家。大阪府高石市長（1期）。元高石市議会議員（4期）。

## 来歴
大阪府高石市に生まれる。高石市立高石小学校、高石市立高南中学校、私立桃山学院高等学校を経て、近畿大学経営学部経営学科卒業。学生時代に9.11事件が起こり、「世界を知らなければ」と考え、カンボジアなどを周遊した。現地の若者との交流で、自身も含めた「日本の若者」に危機感を覚え、政治に関心を持った。
帰国後、市長の阪口伸六の支援を受けて、2007年に26歳で高石市議会議員選挙に立候補し、トップ当選。
2010年、市議会副議長となる。
2011年、市議に再選。同年、市監査委員に就任。
2015年、2位で三選。
2017年、市議会議長に就任する。
2019年、2度目のトップ当選で四選。同年に関西若手議員の会会長、2020年には全国若手議員の会副会長に就任した。その一方で、広報経営コンサルタント会社を経営。
2023年4月の高石市長選挙では、大阪維新の会公認で立候補し、7選を目指した現職の阪口を破って初当選した。同年4月27日に市長に就任した。